# Gabčíkovo
Gabčíkovo este un oraș slovac, aflat în districtul Dunajská Streda din regiunea Trnava. Localitatea se află la altitudinea de 114 m deasupra n.m., se întinde pe o suprafață de 52,4 km2 și în 2017 număra 5.391 de locuitori.

## Istoric
Localitatea Gabčíkovo este atestată documentar din 1102.

## Demografie
| An:                | 1994 | 2004   | 2014   | 2024   |
| ------------------ | ---- | ------ | ------ | ------ |
| Număr de persoane: | 4971 | 5117   | 5397   | 5290   |
| Diferență:         |      | +2,93% | +5,47% | −1,98% |

| An:                | 2023 | 2024   |
| ------------------ | ---- | ------ |
| Număr de persoane: | 5268 | 5290   |
| Diferență:         |      | +0,41% |